# 70000 Tons of Metal (2012)

Logo des 70000 Tons of Metal

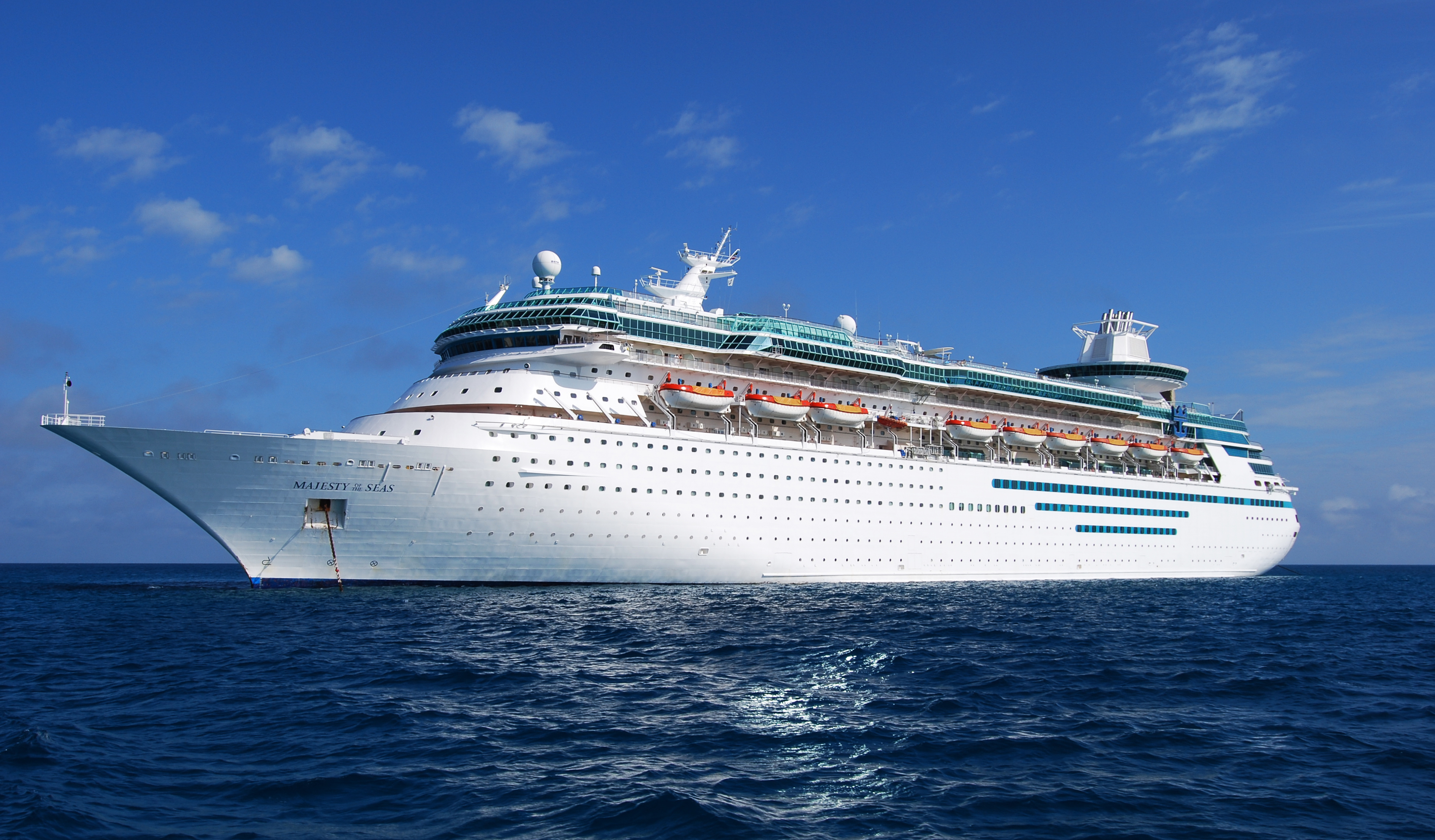
Die Majesty of the Seas

Das 70000 Tons of Metal Musikfestival (kurz: 70000 Tons) wurde 2012 zum zweiten Mal ausgerichtet. Veranstaltungsort war erneut das Kreuzfahrtschiff Majesty of the Seas, das zwischen dem 23. und 27. Januar 2012 von Miami (Florida) nach George Town auf Grand Cayman (Kaimaninseln) und wieder zurückfuhr. Insgesamt traten 42 verschiedene Metal-Bands aus den unterschiedlichsten Metal-Genres auf. Inklusive der Besatzung befanden sich, wie auch schon 2011, rund 3500 Personen an Bord.
Für weitere Informationen über den Hintergrund des Festivals, die Preisentwicklung und weiteres siehe:

## Vorgeschichte
Wie bei anderen Festivals auch, wurde kurz nach der Ausrichtung des 70000 Tons 2011 begonnen, Stück für Stück das Line-up für 2012 bekannt zu geben. Am 20. April 2011 startete exklusiv für alle Gäste, die bereits 2011 teilgenommen hatten der Ticketvorverkauf (per persönlich erhaltenem Zugangscode). Erst am 31. Mai 2011 begann der öffentliche Vorverkauf, wobei viele Kabinen, insbesondere die günstigeren, bereits ausgebucht waren.

## Reiseverlauf 2012

### Montag, 23. Januar

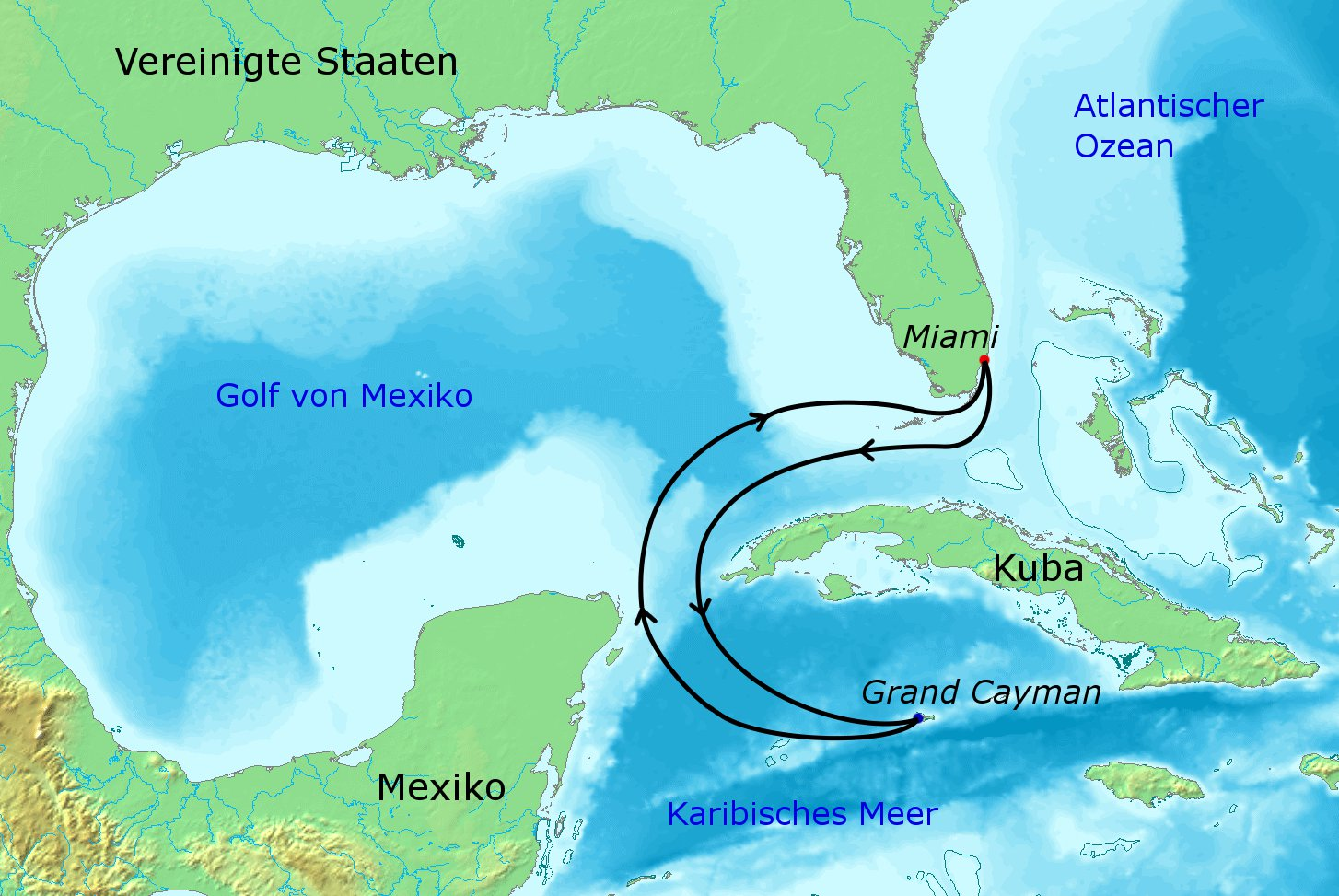
Route der Majesty of the Seas beim 70000 Tons of Metal 2012

Das Auslaufen des Schiffes aus dem Hafen war für 17.00 Uhr Ortszeit geplant. Wie auch im Vorjahr gab es erneut Probleme mit dem Aufbau der Pool Stage, was letztlich zu einer Verzögerung des Festival-Zeitplans um rund zwei Stunden führte. Das Schiff konnte dennoch bereits um 17.15 Uhr auslaufen, da alle Bühnenelemente an Bord gebracht waren. Der Aufbau der Bühne dauerte noch bis ca. 19.00 Uhr.
Grund für diese Verspätung war zum einen, dass die Majesty of the Seas am Montagmorgen später als geplant in Miami eingelaufen war und zum anderen wurde statt eines Krans, der bis zu 5 Tonnen Gewicht heben könnte, anders als bestellt nur einer mit einer Maximalbelastung von 2,5 Tonnen zum Schiff gebracht. Die Auftritte der ersten Bands auf dem Pool Deck mussten daher verschoben, bzw. wie im Fall der US-amerikanischen Thrash-Metal-Band Overkill sogar abgesagt werden.
Die erste Band überhaupt auf dem 70000 Tons of Metal 2012 war somit Alestorm, die das Festival um 18.30 Uhr Ortszeit, nach einer zuvor stattgefundenen kurzen Sicherheitsunterweisung für alle anwesenden Personen, in der Spectrum Lounge eröffnete. Verteilt auf die drei Bühnen spielten im Verlauf des Abends noch 13 weitere Bands. Abgerundet wurde das Programm durch eine Karaoke-Nacht im Moonlight Dining Room, die auch an allen anderen Abenden an selber Stelle stattfand.

### Dienstag, 24. Januar
Eröffnet wurde das Konzertprogramm um 10 Uhr morgens mit dem Auftritt der US-amerikanischen Thrash-Metal-Band Whiplash. Diese ungewöhnlich frühe Anfangszeit wurden u. a. auch vom Metal Hammer kritisiert.
Es folgten genau wie im Jahr davor auch am diesjährigen „Tag auf See“ weitere 26 Bands verteilt über den ganzen Tag, und auch die offiziellen Meet&Greets mit den Bands fanden wieder ab 12 Uhr mittags statt.
Am Nachmittag fand eine Pressekonferenz statt, bei der leitende Offiziere den Journalisten Rede und Antwort standen. Der oberste Hotelchef des Schiffes, Erik Speekenbrink, erwähnte in diesem Zusammenhang, dass man sich nach den Erfahrungen des vorherigen Jahres auf der “Majesty Of The Seas” über das Festival freue, was vor allem an dem (verglichen mit regulären Kreuzfahrtgästen) deutlich freundlicherem Publikum liege.

### Mittwoch, 25. Januar
An diesem Tag fand der Landgang auf die Karibik-Insel Grand Cayman statt. In den Morgenstunden ankerte daher Majesty of the Seas vor der Hauptstadt George Town; ab 9 Uhr konnte man dann per Tendeboot auf die Insel fahren. Dort angekommen konnte man sowohl an Besichtigungstouren (u. a. in das aufgrund der dortigen Kalksteinformationen und des Namens wegen beliebte Dorf Hell) teilnehmen, als auch selbstständig die Stadt und nähere Umgebung wie z. B. den Seven Mile Beach erkunden.
Das Schiff sollte um 17.30 Uhr wieder ablegen. Aufgrund von Verladeschwierigkeiten bei den in Georgetown nachgeorderten Alkoholika kam es aber zu einer etwa einstündigen Verspätung, so dass sich auch das Konzertprogramm verzögerte. Geplant war, dass ab 18.00 wieder Bands auftraten – den Anfang machte Overkill auf dem Pool Deck aber erst gegen 19.00 Uhr. Der Auftritt Overkills stellte die Nachholung ihres abgesagten Auftritts vom Montag dar. Dafür war es zudem notwendig gewesen, mit Tankard die Spielzeit zu tauschen, die daher erst um 4.00 Uhr morgens auftraten.

### Donnerstag, 26. Januar
Wie auch am Dienstag standen am Donnerstag die Auftritte der Bands wieder im Vordergrund. Insgesamt traten an diesem Tag 28 Bands auf. Darüber hinaus fanden einige Sonderveranstaltungen statt. Auf dem Pool Deck wurde zwischen 2.00 Uhr bis 2.30 Uhr die Spielzeit ausgesetzt und es fand ein offizieller „Bauch-Klatscher-Wettbewerb“ mit Siegerehrung statt. In der Boleros Lounge konnten sich Musikfans zu Lehrstunden unter dem Namen „Drum &Bass Clinic“ und „Guitar Clinic“ einfinden. So erklärten und zeigten dort je 1,5 Stunden lang Jörg Michael und Lauri Porra (beide Stratovarius) und im Anschluss Jeff Waters (Annihilator) diverses an ihren jeweiligen Instrumenten.
Die traurigste Nachricht, die in Zusammenhang mit dem 70000 Metal stand, war die über den Tod des am Tag zuvor verstorbenen Riot-Gitarristen Mark Reale. Riot war auf Wunsch Reales Vater ohne ihn an Bord des Schiffes gegangen, da der Gitarrist aufgrund seines schlechten Gesundheitszustandes die Band nicht mehr begleiten konnte. Sowohl Jeff Waters als auch die schwedische Power-Metal-Band Hammerfall widmeten daher bei ihren Auftritten Mark Reale ein Lied (Waters zeigte bei der „Guitar Clinic“ Riot-Gitarrenriffs).
Erwähnenswert war zudem der starke Wind an diesem Abend, der die Veranstalter dazu veranlasste, die Venom-Show auf dem Pooldeck, aufgrund der starken Belastung der Bühne vorzeitig zu beenden und das Deck 12 („Balkon“ des Oberdecks auf dem sich die Bühne befand) sperren zu lassen. In der Spektrum-Lounge hielt die niederländische Death-Metal-Band God Dethroned das allerletzte Konzert in ihrer Bandgeschichte ab, nachdem man sich eigentlich schon am 17. Dezember 2011 aufgelöst hatte.

### Freitag, 27. Januar
Wie im Vorjahr auch, dauerte das eigentliche Festivalprogramm bis in die frühen Morgenstunden des 27. Januars. In einer abschließenden Pressekonferenz am Morgen des 27. Januars wurde für das 70000 Tons ein positives Fazit gezogen und eine Neuauflage für 2013 angekündigt.

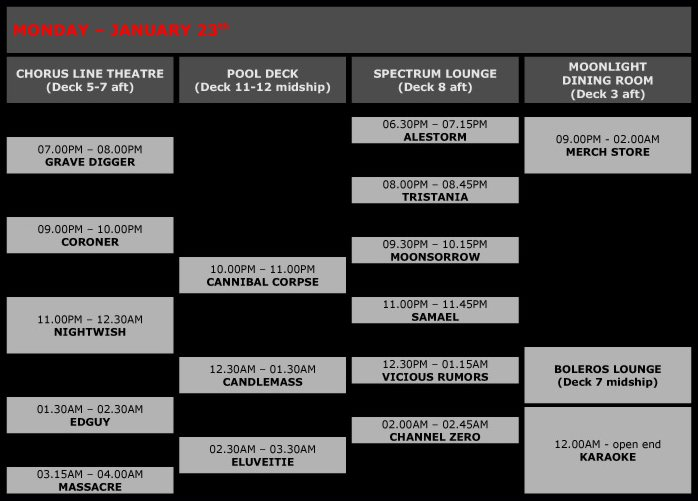
Programm Montag
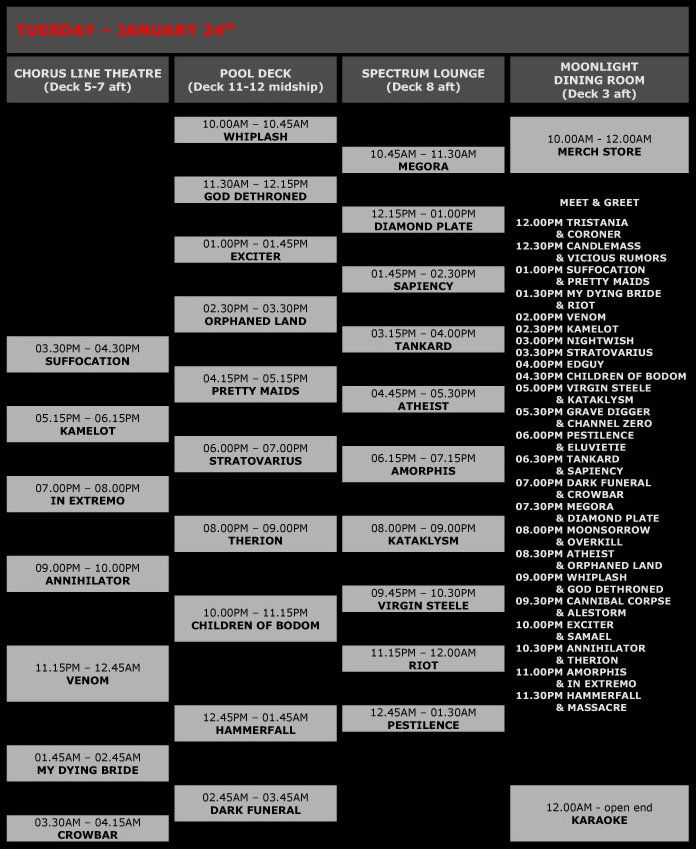
Programm Dienstag
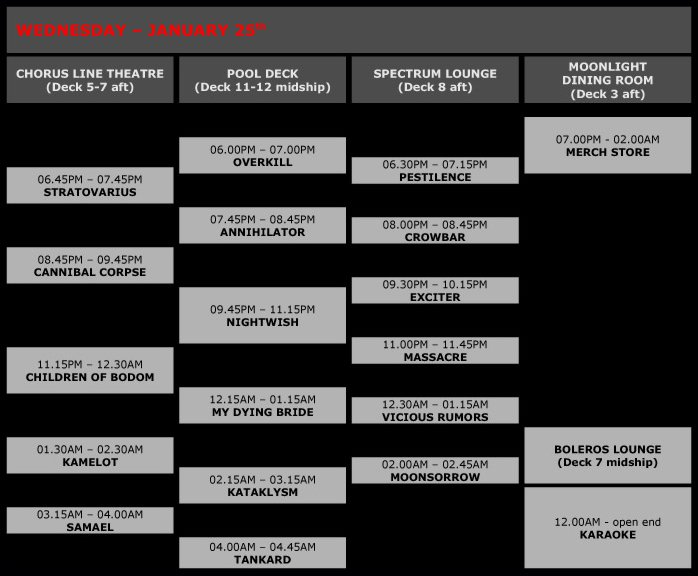
Programm Mittwoch
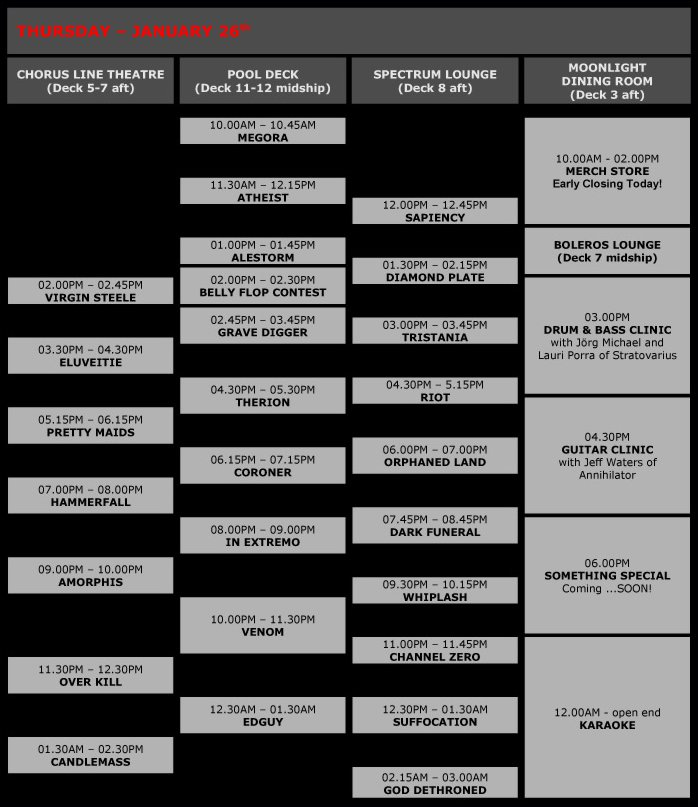
Programm Donnerstag

## Line-up
An den vier Tagen spielten insgesamt 42 Bands, verteilt auf drei Bühnen, wobei jede Band zwei Auftritte absolvierte. Das Line-up bestand aus folgenden Bands:
Alestorm, Amorphis, Annihilator, Atheist, Candlemass, Cannibal Corpse, Channel Zero, Children of Bodom, Coroner, Crowbar, Dark Funeral, Diamond Plate, Edguy, Eluveitie, Exciter, God Dethroned, Grave Digger, Hammerfall, In Extremo, Kamelot, Kataklysm, Massacre, Megora, Moonsorrow, My Dying Bride, Nightwish (mit Troy Donockley), Orphaned Land, Overkill, Pestilence, Pretty Maids, Riot, Samael, Sapiency, Stratovarius, Suffocation, Tankard, Therion, Tristania, Venom, Vicious Rumors, Virgin Steele und Whiplash. Am 30. Dezember 2011 war bekannt gegeben worden, dass Pentagram, eine der ersten bestätigten Bands, ihren Auftritt aus familiären Gründen absagen mussten, ein Ersatz wurde aber gefunden.
Die Hauptbühne stellte das Schiffstheater „A Chorus Line“ über die Decks 5–7 dar. Auf Deck 8 gab es noch eine kleinere Bühne in der „Spectrum“-Lounge und auf Deck 12 mit der „Poolside Stage“ auch eine Open-Air-Bühne. Für letztere wird extra ein Pool trockengelegt und überdeckt, um Platz für das Publikum zu schaffen. 2012 fiel die „Poolside Stage“ zudem deutlich größer und professioneller aufgebaut als noch im Vorjahr aus.

## Unterkünfte, Besucher und Statistisches

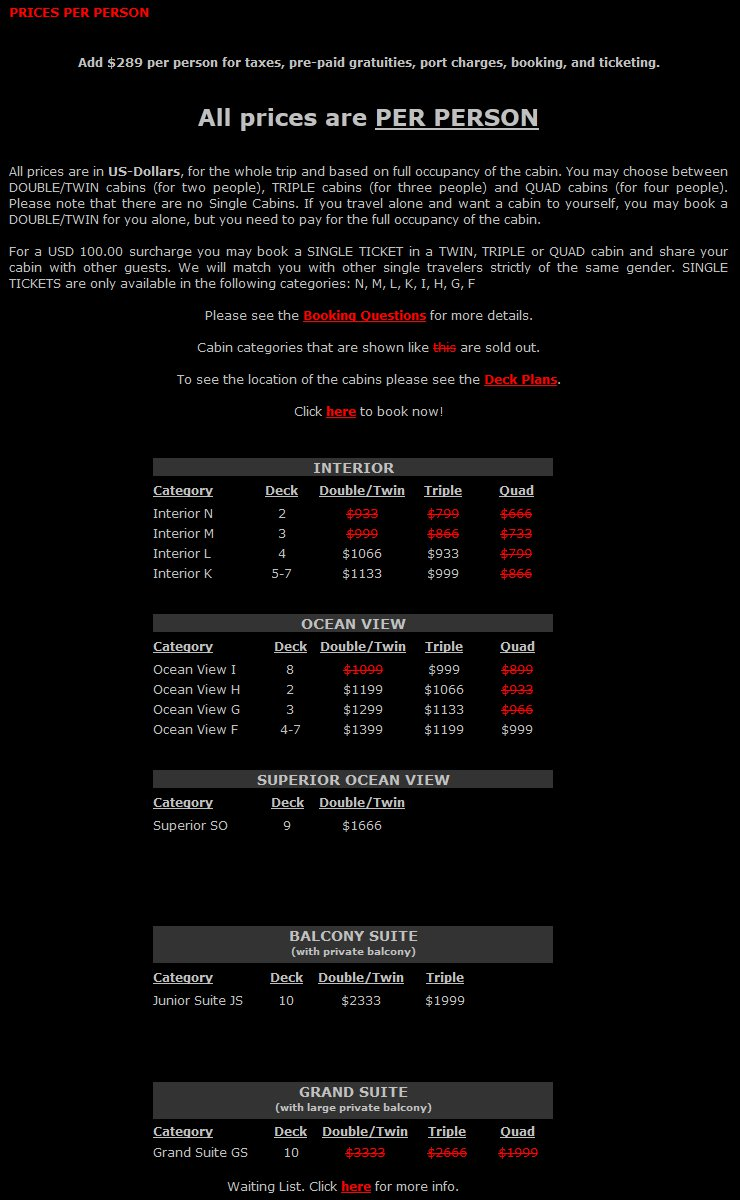
Preisliste des 70000 Tons 2012

An dem Festival nahmen 2051 (13 mehr als 2011) Besucher aus insgesamt 55 Ländern teil. Der prozentuale Anteil der Personen, die bereits 2011 das 70000 Tons besucht haben, lag bei 51 %. Der Anteil von deutschen Staatsbürgern stieg von 17 % auf 25 %; der der US-Amerikaner fiel von 30 % auf 25 %, so dass aus diesen Nationen bereits 50 % der Gäste kamen. Die übrigen Besucher stammten aus Andorra, Argentinien, Australien, Ägypten, Belgien, Bolivien, Brasilien, Bulgarien, Chile, Volksrepublik China, Costa Rica, Dänemark, Ecuador, Finnland, Frankreich, Griechenland, Großbritannien, Hongkong, Irland, Island, Israel, Italien, Japan, Kanada, Kirgisistan, Kolumbien, Kuba, Libanon, Luxemburg, Mexiko, Niederlande, Neuseeland, Norwegen, Österreich, Panama, Peru, Polen, Portugal, Rumänien, Russland, Saudi-Arabien, Sierra Leone, Slowakei, Slowenien, Südafrika, Südkorea, Spanien, Schweden, Schweiz, Trinidad und Tobago, Tschechien, Türkei Ukraine, Ungarn und Venezuela. Die drittmeisten Besucher kamen hinter den deutschen und US-amerikanischen aus Kanada. Auf Platz vier, gemessen an den absoluten Besucherzahlen lag die Schweiz; es folgten die Niederlande, Finnland, Australien, Schweden, Mexiko und auf Platz zehn Belgien. Die Altersspanne der Gäste betrug 13 bis 63 Jahre (ohne das einjährige Kind von Anette Olzon).
Weiterhin waren rund 100 Journalisten, 452 Personen, die Bands oder deren technischen Crews angehörten, sowie die 879 Mann starke Schiffsbesatzung mit an Bord, so dass sich die Gesamtpersonenkapazität auf rund 3500 Teilnehmer belief.
Verglichen mit 2011 haben sich die Preise 2012 teilweise leicht erhöht. Erneut war es de facto nur notwendig, eine Kabine zu buchen. Im Preis dafür inbegriffen waren bereits Verpflegung, alkohol- und kohlensäurefreie Getränke sowie der Eintritt zu allen Auftritten. Die günstigsten Tickets (4-Personen-Innenkabine, Deck 2) waren für $ 666 pro Person zu haben, die teuersten (2-Personen-Grand-Suit mit großem Balkon, Deck 10) für $ 3333, ebenfalls pro Person. Dazu kamen jedoch noch pro Passagier weitere $ 289 für Steuern, Hafengebühren und weitere Verwaltungskosten.
Über die Konzerte hinaus standen zur Freizeitbewältigung auch ein Fitnessstudio, ein Casino, ein Basketballfeld sowie eine Kletterwand zur Verfügung.

## Rezeption
Wie auch im Jahr 2011 waren 2012 wieder zahlreiche Journalisten, sowohl von der Fachpresse als auch von der allgemeinen Presse beim 70000 Tons of Metal dabei, um darüber zu berichten. Die bedeutendsten Formate waren in diesem Jahr Aardschok, CNN, 1 Live, Het Laatste Nieuws, iMusic1, Kieler Nachrichten, Metal Hammer, Rock Hard und Sat.1. Teilweise wurden von diesen Berichte abgedruckt oder Video-Reportagen veröffentlicht.

## Dokumentationen
- 70,000 Tons of Heavy Metal, Percy von Lipinski, CNN 2012, 4.32 Minuten (englisch)
- „70.000 tons of metal“: Ein Boot, 40 Bands, 2000 Fans, Janine Horsch, Till Haase, Marion Quandt, 1 Live 2012, 38.02 Minuten (deutsch)
- Metal-Kreuzfahrt, Sat.1, 2012, 5.29 Minuten (deutsch)